# Каратобинский район
Каратобинский район (каз. Қаратөбе ауданы) — район Западно-Казахстанской области Казахстана.
Административный центр района — село Каратобе. Расстояние от райцентра до областного центра Уральска — 260 км.
Район образован в 1932 году.
В Каратобинском районе находятся населённые пункты — Актайсай, Каракамыс, Батпакколь, Каратобе,
Егиндиколь, Коржын, Жигерлен, Косколь, Жусандыой, Ханколь, Сулыколь, Шоптыколь.

Основной вид деятельности — животноводство.
Население района составляет 15 467 человек (на начало 2019 года).

## География
Территория Каратобинского района занимает северо-восточную окраину Прикаспийской низменности. В недрах разведаны запасы естественных строительных материалов. Климат континентальный. Средние температуры января составляют —15 °C, июля 23°С. Годовое количество атмосферных осадков — 250—300 мм. На территории района протекают pеки Калдыгайты, Жаксыбай, Булдырты. Крупные озёра — Сулуколь, Коржын, Шоптыколь. Почвы каштановые, солонцеватые. Растут полынь, ковыль, житняк, бадан. Обитают волк, лисица, хорёк, корсак, заяц, кабан; в водоёмах — щука, линь, окунь и другие виды рыб.

## Административное деление
1. Каратобинский сельский округ
2. Аккозинский сельский округ
3. Егиндыкольский сельский округ
4. Жусандойский сельский округ
5. Каракулский сельский округ
6. Коскольский сельский округ
7. Саралжынский сельский округ
8. Сулыкольский сельский округ[каз.]
9. Шоптыкольский сельский округ